# Pitcairnia undulata
Espèce
Classification phylogénétique
Pitcairnia undulata est une espèce de plantes de la famille des Bromeliaceae, endémique du Mexique.